# JPEG XR

Logo de JPEG XR – format de fichier image compressé

JPEG XR (connu précédemment sous le nom Windows Media Photo et HD Photo) est un format graphique bitmap comprenant un algorithme de compression, créé par Microsoft. Il permet la compression avec perte ou sans perte.

Il a été examiné et adopté comme standard entre le 31 juillet 2007 et le 5 novembre 2007 par le Joint Photographic Expert Group (JPEG), sous le nom de JPEG XR. La standardisation sera effective courant 2008 et il remplacera alors le format JPEG. Microsoft ne touchera pas de royalties.

## Fonctionnalités
JPEG XR est un format permettant la compression et la décompression en n'utilisant que des calculs sur des entiers, sans opération en virgule flottante, ce qui permet des gains de performance intéressants. Il supporte le monochrome et les codages de couleur RVB et CYMK. On peut adjoindre à l'image un canal alpha pour la transparence et le support des formats de métadonnées Exif et XMP est disponible. En outre, il n'est pas nécessaire de recompresser l'image pour effectuer certaines opérations dont le découpage (cropping), les inversions et les rotations aux multiples de 90°. L'intérêt majeur de ces transformations est d'éviter toute perte de qualité de l'image (en anglais "lossless"), ce qui existe aussi pour des images au format JPEG.

## Structure
Le format HD Photo stocke les données de l'image dans une table Image File Directory (IFD), tout comme le fait le format TIFF. Un fichier HD Photo peut contenir une ou plusieurs images, un nombre équivalent d'IFD sera alors présent pour décrire chacune des images. Chaque image contient ces éléments :
- Les données de l'image
- Une couche alpha optionnelle (transparence)
- Les métadonnées standard
- Les métadonnées optionnelles
- Les métadonnées optionnelles XMP (codé en XML) de l'image, stockés dans un unique IFD étendu
- Les métadonnées optionnelles EXIF stockées dans un sous IFD lié aux métadonnées du fichier.
- Un profil ICC optionnel stocké par un IFD étendu

La couche de transparence est dissociée des données de l'image, ceci afin que les applications ne la gérant pas puissent tout de même ouvrir les fichiers concernés.
Le format JPEG XR étant basé sur le format TIFF, il hérite des limitations de ce format, notamment la taille maximale d'un fichier fixée à 4Go.

## Licence
En juillet 2010, un logiciel de référence pour mettre en œuvre la norme JPEG XR a été publié sous les Recommandations UIT-T T.835 et ISO / CEI 29199-5. Microsoft a inclus ces publications dans la liste des spécifications couverte par sa promesse de la communauté.
En avril 2013, Microsoft a publié une bibliothèque JPEG XR à code source ouvert sous licence BSD. Cela a résolu tous les problèmes de licence liés à la bibliothèque mise en œuvre dans des progiciels distribués sous des licences open source populaires telles que la licence publique générale GNU, avec laquelle le "Kit de portage de périphérique HD Photo" précédemment publié était incompatible.